# Heemskerk
Heemskerk (phát âmⓘ) là một đô thị ở Hà Lan, trong tỉnh Noord-Holland.

## Chính quyền địa phương
Hội đồng đô thị Heemskerk bao gồm 25 ghế, được chia ra như sau:
- PvdA - 8 ghế
- CDA - 6 ghế
- VVD - 5 ghế
- GroenLinks - 3 ghế
- Heemskerk Anders - 2 ghế
- D66 - 1 ghế

## Nhân vật nổi tiếng sinh ở Heemskerk
- Maarten van Heemskerck (1498 - 1574), họa sĩ.
- Bart Schraa (22-11-1968), cầu thủ bóng đá: Bayer Leverkusen, FC Schalke 04, Arminia Bielefeld.
- Arthur Numan (December 14th, 1969), cầu thủ bóng đá: HFC Haarlem, FC Twente, PSV, Rangers.
- Peter Wijker (20-7-1971), cầu thủ bóng đá: AZ, FC Volendam.
- Dennis Lens (25-9-1977), cầu thủ cầu lông.
- Raymond Bronckhorst (6-8-1978), cầu thủ bóng đá: FC Groningen, SC Cambuur.
- Rafael van der Vaart (11-2-1983), cầu thủ bóng đá: AFC Ajax, Hamburger SV, Real Madrid.
- Julián Contreras (3-5-1983), cầu thủ bóng đá: CD Buenavista (Tây Ban Nha)